# Episodi di The Silent Service (seconda stagione)
La seconda stagione della serie televisiva The Silent Service è stata trasmessa in anteprima negli Stati Uniti d'America in syndication tra il 7 marzo 1958 e il 28 novembre 1958.
| nº | Titolo originale                     | Titolo italiano | Prima TV USA      | Prima TV Italia |
| -- | ------------------------------------ | --------------- | ----------------- | --------------- |
| 1  | The Archerfish Spits Straight        |                 | 7 marzo 1958      |                 |
| 2  | The Sea Devil Attacks Puget Sound    |                 | 14 marzo 1958     |                 |
| 3  | The Bergall's Revenge                |                 | 21 marzo 1958     |                 |
| 4  | The Unsuccessful Patrol              |                 | 28 marzo 1958     |                 |
| 5  | The Story of the U.S.S. Aspro        |                 | 4 aprile 1958     |                 |
| 6  | The Thresher Story                   |                 | 11 aprile 1958    |                 |
| 7  | The Ugly Duckling                    |                 | 18 aprile 1958    |                 |
| 8  | Peto Plucks Some Chickens            |                 | 25 aprile 1958    |                 |
| 9  | The S-38 Story                       |                 | 2 maggio 1958     |                 |
| 10 | Incident Down South                  |                 | 9 maggio 1958     |                 |
| 11 | Mine for Keeps                       |                 | 16 maggio 1958    |                 |
| 12 | Fish Out of Water                    |                 | 23 maggio 1958    |                 |
| 13 | The U.S.S. Cod's Lost Boarding Party |                 | 30 maggio 1958    |                 |
| 14 | The Triton's Christmas               |                 | 6 giugno 1958     |                 |
| 15 | The Hawkbill's Revenge               |                 | 13 giugno 1958    |                 |
| 16 | The Tigershark                       |                 | 20 giugno 1958    |                 |
| 17 | The Cavalla Story                    |                 | 29 giugno 1958    |                 |
| 18 | The Growler's Captain                |                 | 6 luglio 1958     |                 |
| 19 | The U.S.S. Tinosa Story              |                 | 11 luglio 1958    |                 |
| 20 | The Grayling Story                   |                 | 18 luglio 1958    |                 |
| 21 | The S-44 Story                       |                 | 25 luglio 1958    |                 |
| 22 | The Pargo's Lucky Seventh            |                 | 1º agosto 1958    |                 |
| 23 | The Crevalle's Mine Plant            |                 | 8 agosto 1958     |                 |
| 24 | The Sunfish Story                    |                 | 15 agosto 1958    |                 |
| 25 | The Sunfish's Cook                   |                 | 22 agosto 1958    |                 |
| 26 | The Nautilus and the Nuns            |                 | 29 agosto 1958    |                 |
| 27 | The Sandshark Story                  |                 | 5 settembre 1958  |                 |
| 28 | Operation Seadragon                  |                 | 12 settembre 1958 |                 |
| 29 | The Harder at Woleai                 |                 | 19 settembre 1958 |                 |
| 30 | The Tautog Story                     |                 | 26 settembre 1958 |                 |
| 31 | The Swordfish Story                  |                 | 3 ottobre 1958    |                 |
| 32 | The Gabilan Story                    |                 | 10 ottobre 1958   |                 |
| 33 | The Gato Story                       |                 | 17 ottobre 1958   |                 |
| 34 | The Silversides Story                |                 | 24 ottobre 1958   |                 |
| 35 | The Bowfin Story                     |                 | 31 ottobre 1958   |                 |
| 36 | Royal Submarines                     |                 | 7 novembre 1958   |                 |
| 37 | The Squalus Story                    |                 | 14 novembre 1958  |                 |
| 38 | Seanettle vs U-Boat                  |                 | 21 novembre 1958  |                 |
| 39 | U-47 in Scapa Flow                   |                 | 28 novembre 1958  |                 |